# На рубу памети (ТВ филм из 1968)
„На рубу памети” је југословенски ТВ филм из 1968. године. Режирао га је Здравко Шотра а сценарио је написала Вера Црвенчанин по истоименој драми Мирослава Крлеже.

## Улоге
| Глумац                   | Улога                                   |
| ------------------------ | --------------------------------------- |
| Љуба Тадић               | Доктор                                  |
| Љубиша Јовановић         | Г. генерал директор Домаћински          |
| Милан Ајваз              | Г. генерал директор Бехмајер            |
| Бранко Ђорђевић          | Г. генерални директор Голомбек          |
| Јожа Рутић               | Г. министар др. Марко Антоније Јаворсек |
| Младен Млађа Веселиновић | Г. министар Панкрације Харамбашев       |
| Маријан Ловрић           | Г. др. Атила пл. Ругвај                 |
| Морис Леви               | Г. др. Егон пл. Сарвас Даљски           |
| Никола Симић             | Г. фон Петретић                         |
| Иво Јакшић               | Г. Ромуалдо Маријан Флоријани           |
| Славко Симић             | Г. др. Вернер                           |
| Петар Словенски          | Г. др. Хуго Хуго                        |
| Љубомир Богдановић       | Г. др. Бранко Радочај                   |
| Стојан Дечермић          | Г. Франо Љубичић                        |
| Жарко Митровић           | Лирски пјесник                          |
| Зоран Ристановић         | Катанчић                                |
| Миодраг Радовановић      | Синек                                   |

Остале улоге ▼
| Глумац                | Улога                               |
| --------------------- | ----------------------------------- |
| Капиталина Ерић       | Гђа Амалија Аквакурти Сервас Дељска |
| Марија Милутиновић    | Гђа Домаћински                      |
| Невенка Микулић       | Гђа Дагмар Варагонска               |
| Соња Хлебш            | Гђа Агнеза                          |
| Мила Гец              | Једна дама                          |
| Марија Црнобори       | Једвига Јасенска                    |
| Снежана Никшић        | Собарица                            |
| Михаило Миша Јанкетић | Лекар                               |
| Зоран Милосављевић    | Берберин                            |
| Зоран Ратковић        | Агент ћудоредне полиције            |
| Михајло Костић Пљака  | Перо Крнета                         |
| Марко Тодоровић       | Матко                               |
| Карло Булић           | Валент Жганец                       |
| Душан Стефановић      |                                     |